# Вітаутас Черняускас
Вітаутас Черняускас (лит. Vytautas Černiauskas, 12 березня 1989, Паневежис) — литовський футболіст, воротар.

## Клубна кар'єра
Вітаутас протягом чотирьох сезонів захищав кольори румунського клубу «Васлуй».
Згодом по сезону відіграв за польську команду «Корона» та «Динамо» (Бухарест).
Влітку 2016 року на правах вільного агента підписав контракт з кіпрським клубом Ерміс, але покинув команду в грудні через розбіжності з директором клубу.
22 лютого 2017 року Вітаутас Черняускас повернувся до бухарестського «Динамо». Литовець покинув клуб після перемоги в Кубку Ліги 2016–17.
30 червня 2017 року Черняускас підписав дворічний контракт із болгарським клубом ЦСКА (Софія). 14 січня 2019 року продовжив дію контракту ще на два роки.
У січні 2021 року Вітаутас перейшов до латвійського клубу РФШ у складі якого став чемпіоном Латвії та володарем Кубка Латвії.

## Титули і досягнення
- Чемпіон Литви (4):

«Екранас»: 2008, 2009, 2010
«Паневежис»: 2023
- Володар Кубка Литви (1):

«Екранас»: 2009-10
- Володар Кубка румунської ліги (1):

«Динамо» (Бухарест): 2016-17
- Чемпіон Латвії (1):

«РФШ»: 2021
- Володар Кубка Латвії (1):

«РФШ»: 2021
- Володар Суперкубка Литви (1):

«Паневежис»: 2024